# Garantiefonds
Garantiefonds (englisch moneyback-funds) sind Investmentfonds, die entweder eine Mindestrendite oder bei Fälligkeit die Rückzahlung der ausgegebenen Investmentzertifikate zusichern.

## Allgemeines
Eine echte Garantie ist diese Zusicherung nicht, denn diese Garantie-Haftung müsste ein Dritter – und nicht der Investmentfonds selbst – übernehmen, so dass die Anleger von keinem zusätzlichen Anleger- und Gläubigerschutz ausgehen dürfen. Das Fondsmanagement versucht stattdessen mit seiner Anlagestrategie, den Schwerpunkt des Fondsvermögens gegen Ende der Laufzeit des Fonds auf Anleihen zu legen, um das Kursrisiko zu verringern. Garantiefonds befinden sich deshalb in derselben Risikoklasse wie alle anderen Investmentfonds.

## Inhalt
Garantiefonds sind meist Aktien-, Renten- oder Mischfonds. Die Zusicherung bezieht sich auf eine bestimmte Laufzeit, auf die Ausschüttungen des Fonds (Mindestrenditen), die Rückzahlung des eingezahlten Kapitals zu einem bestimmten Termin oder generell auf die Wertentwicklung des Fonds („Anteilswertgarantie“). Sie werden im Regelfall als Thesaurierungsfonds emittiert, die nach Ablauf der Zeichnungsfrist geschlossen werden. Zugesichert wird nicht die vollständige Rückzahlung, sondern beispielsweise 95 % davon.
Um ihre Zusicherung abzusichern, können Garantiefonds Sicherungsgeschäfte in Form von Derivaten (Optionen, Termingeschäfte) abschließen. Diese Sicherungsgeschäfte verursachen zusätzliche Kurssicherungskosten, welche die Ausschüttung der Garantiefonds verringern und damit die Rendite schmälern. Die Zusicherung greift nur, wenn die Anleger die Investmentzertifikate bis zum Fälligkeitstag halten (englisch buy and hold).

## Arten
Es gibt Garantiefonds als offene und geschlossene Investmentfonds:
- Offene Garantiefonds (laufzeitunbegrenzte Fonds) besitzen eine hohe Marktliquidität, die jedoch mit einer hohen Volatilität im Vergleich zu anderen Investmentfonds verbunden ist. Da stets neue Zertifikate auf den Markt kommen, verursacht die Anlagestrategie des Fonds eine Dynamik, die beim Verkauf durch den Anleger vor Fälligkeit zu Verlustgefahren führen kann.
- Geschlossene Garantiefonds (laufzeitbegrenzte Fonds) schließen am Ende der Zeichnungsfrist den Fonds und geben keine neuen Investmentzertifikate mehr aus. Die Laufzeit von drei bis fünf Jahren muss vom Anleger abgewartet werden, wenn er in den Genuss der Zusicherung kommen will.

Garantiefonds mit begrenzter Laufzeit versprechen den Mindest-Rückzahlungsbetrag am Ende der Laufzeit, Garantiefonds ohne begrenzte Laufzeit versprechen Mindest-Rückzahlungsbeträge zu periodisch wiederkehrenden Stichtagen. Die vorzeitige Rücknahme außerhalb der „Garantie“ löst eine Rücknahmegebühr aus.

## Absicherungsstrategien
Neben den Sicherungsgeschäften gibt es noch eine weitere Absicherungsstrategie, um die den Anlegern abgegebene Zusicherung zu ermöglichen. Die zweite wichtige Form einer Absicherungsstrategie stützt sich auf ein dynamisches Modell, der Constant Proportion Portfolio Insurance (kurz CPPI). Durch die verschiedenen Marktkrisen hat jeder Anbieter sein CPPI-Modell verbessert und ihm oft einen eigenen Namen gegeben. Die Grundidee des CPPI-Modells bleibt dabei stets erhalten: ein Teil des Fondsvermögens wird sicher angelegt (festverzinsliche Anlage oder Geldmarkt), während der andere Teil in die risikoreiche Anlageklasse investiert wird (typischerweise in Aktien). Im Gegensatz zur ersten Form der Absicherung muss aber nicht immer der gesamte Barwert der zukünftigen Zusicherung festverzinslich/sicher angelegt werden, und je nach Marktentwicklung wird Liquidität vom sicheren zum riskanten Fondsvermögen umgeschichtet und umgekehrt.
Über den gleichen Zeitraum und bei gleichem risikoreichen Anlageuniversum können beide Absicherungsstrategien zu sehr unterschiedlichen Anlageerfolgen führen. Unter anderem ist das CPPI-Modell per Definition „pfadabhängig“, d. h. der Anlageerfolg des Garantiefonds wird nicht nur durch den Anlageerfolg des zugrunde liegenden Marktes bestimmt, sondern auch dadurch, mit welchen Schwankungen der zugrunde liegende Markt seinen Wert am Garantiestichtag erreicht hat. Daraus ergibt sich auch die größte Schwäche des CPPI-Modells: das Risiko der „Rentenfalle“ (englisch Cash-Lock). In diesem Fall ist der Garantiefonds komplett in sicheren Anlagen investiert und wird bis zum nächsten Garantiestichtag auch nicht mehr in die risikoreiche Anlage investieren können. Deshalb wird dann auch nur der Garantiewert zum Stichtag erreicht, und von eventuell wieder steigenden (Aktien-)Märkten kann der Anleger nicht profitieren. Wie sehr der Fondsanleger also zum Beispiel am Aktienmarkt teilnehmen wird, lässt sich beim CPPI-Modell im Vorhinein nicht vorhersehen. Auch während der Laufzeit sind die Zusammenhänge zwischen der Entwicklung der risikoreichen Anlage und der Entwicklung des Fondspreises sehr komplex.
Inzwischen arbeiten einige Fonds mit einer Höchststandssicherung. In regelmäßigen Abständen (z. B. monatlich) überprüfen sie, ob der Anteilswert einen neuen Höchststand erreicht hat. Ist dies der Fall, wird zugesichert, dass am Garantiestichtag mindestens dieser Betrag ausgezahlt wird. Entgegen der Intuition wird ein Garantiefonds mit Höchststandsgarantie aber defensiver sein als ein vergleichbarer Fonds ohne Höchststands-Zusicherung, und er partizipiert gerade in steigenden (Aktien-)Märkten weniger an diesen. Dies ergibt sich, weil mit jedem neu erreichten Höchststand des Fondspreises auch mehr zur Absicherung dieses Fondspreises sicher angelegt werden muss, und somit wird der Anteil des risikoreich (z. B. in Aktien) investierten Geldes kleiner.
Neben den Garantiefonds gibt es auch Wertsicherungsfonds, welche theoretisch mit den gleichen Absicherungskonzepten wie ein Garantiefonds arbeiten können. Der Unterschied besteht darin, dass ein Wertsicherungsfonds das tatsächliche Erreichen der angestrebten Mindestwerte nicht zusichert. Bei Versagen des Absicherungskonzeptes trägt also der Anleger das Verlustrisiko.

## Kritik des Verbraucherschutzes
Verbraucherschützer kritisieren bei Garantiefonds die hohen Kosten wegen ihrer renditemindernden Wirkung. Dies gilt insbesondere, wenn das Zinsniveau niedrig ist (Niedrigzinsniveau). Sie empfehlen als günstigere, transparentere und renditestärkere Alternative, nur einen kleinen Teil in riskante Anlagen und den Rest z. B. in Festgeld sicher anzulegen.
Obwohl im Produktnamen der Garantiebegriff auftritt, beinhalten Garantiefonds Finanzrisiken. Zwar ist das Anlagekapital als Sondervermögen nicht Teil der Bilanz der Fondsgesellschaft, jedoch steht und fällt deren Zusicherung mit ihrer Solvenz. Bei der „Garantie“ handelt es sich nicht um gesetzliche oder staatliche Garantien, wie sie bei einlagengesicherten Anlagen oder Staatsanleihen bestehen, sodass ein Verlustrisiko bis hin zum Totalverlust besteht. Der Anleger muss sich dann am Wert der Finanzinstrumente des Sondervermögens schadlos halten, mit denen die Fondsgesellschaft im Fonds zu gewährleisten versucht, dass ihre Zusicherung eingehalten werden kann. Auch die Finanzinstrumente können ein Ausfallrisiko beinhalten, z. B. wenn es sich dabei um Terminkontrakte handelt, besteht ein Kontrahentenrisiko. Anders als beispielsweise bei Garantiezertifikaten hängt die Rückzahlung jedoch nicht alleine von der Solvenz des Emittenten ab.
Garantiefonds von Union Investment standen in der Kritik wegen der Praxis, sie kurz vor Ablauf auf neu aufgelegte Fonds zu verschmelzen, so dass der Anleger in einem Zeitfenster von sechs Wochen aktiv werden musste, um ohne Abzüge zum eigentlichen Ablauftermin an sein Kapital zu gelangen.

## Garantiezertifikate
Garantiezertifikate sind Inhaberschuldverschreibungen, bei denen der Schuldner die Rückzahlung der Zertifikatssumme am Fälligkeitstag zusichert. Auch hier fehlt es an einer echten Garantie, sodass der Anleger ein Insolvenzrisiko gegenüber dem Emittenten hat.

## Sonstige Institutionen mit dem Begriff „Garantiefonds“
Die freiwillige Einlagensicherung der Kreditinstitute – also die über die gesetzliche Einlagensicherung hinausgehende – kennt so genannte Garantiefonds, insbesondere die Sicherungseinrichtung des Bundesverbandes der Deutschen Volksbanken und Raiffeisenbanken, welche die Beiträge der Mitgliedsinstitute sammeln und hieraus im Sicherungsfall die Zahlungsfähigkeit eines Kreditinstituts sicherstellen.
Ein Europäischer Garantiefonds für die Landwirtschaft ist ein Förderprogramm der EU, das die Landwirtschaft in den EU-Mitgliedstaaten unterstützt.